# Fecenia
Fecenia là một chi nhện trong họ Psechridae.

## Các loài
- Fecenia cylindrata Thorell, 1895
- Fecenia macilenta (Simon, 1885)
- Fecenia ochracea (Doleschall, 1859)
- Fecenia protensa Thorell, 1891